# Língua koti
A língua koti, ou Ekoti, é uma língua banta falada em Moçambique por cerca de 65 mil pessoas da etnia koti (Akoti). É falada na ilha Koti e também é a mais usada em Angoche, capital do distrito de mesmo nome e capital de Nampula, Moçambique. Há quem a considere não uma língua própria. mas um dialeto do macua com elementos de suaíli, causados pela confluência entre esses dois povos na história da ilha.
Koti é geralmente classificada como pertencente ao grupo macua. Porém, grande parte de seu vocabulário veio de uma forma antiga da língua suaíle, a língua franca de grande parte da costa da África Oriental. Essa influência do Suaíle se deve principalmente aos mercadores do antigo sultanato Kilwa ou da costa de Zanzibar que no século XV se estabeleceram em Angoche, Arends, etc. Isso pode implicar numa língua mista, um macua–suaíli.
Koti é provavelmente uma língua separada dentro do grupo do macua. O mais aproximada a Sakaji, Maka e macua. Koti usado por todas as idades em casa, no mercado, e em negócios. Aqueles acima de 15 anos podem usar macua (nos negócios, contatos com vizinhos) ou Maka. O português é usado na escola, igreja, governo; usa-se muito pouco suaíli ou árabe. Vinte por cento (20%) da população são alfabetizados em português.